# Кален (Луизијана)
Кален (енгл. Cullen) град је у америчкој савезној држави Луизијана.

## Демографија
По попису из 2010. године број становника је 1.163, што је 133 (-10,3%) становника мање него 2000. године.
| Група             | 2000.         | 2010.       |
| Белци             | 173 (13,3%)   | 148 (12,7%) |
| Афроамериканци    | 1.100 (84,9%) | 996 (85,6%) |
| Азијати           | 1 (0,1%)      | 2 (0,2%)    |
| Хиспаноамериканци | 9 (0,7%)      | 13 (1,1%)   |
| Укупно            | 1.296         | 1.163       |